# Джейсон Скотт Лі
Джейсон Скотт Лі (англ. Jason Scott Lee; нар. 19 листопада 1966, Лос-Анджелес, Каліфорнія) — американський актор китайсько-гавайського походження. Відомий за фільмом «Дракон: Історія Брюса Лі», де зіграв Брюса Лі.

## Біографія
Джейсон Скотт Лі народився 19 листопада 1966 року в місті Лос-Анджелесі, в сім'ї Сільвії і Роберта Лі. Крім Джейсона, в сім'ї також було троє братів і одна сестра. У віці двох років Джейсон з батьками переїхав на Гаваї на острів Оаху, де його батько отримав роботу моряка. У 19 років Лі повернувся в Лос-Анджелес і незабаром записався на акторські курси.
В середині 1990-х, Лі мав кілька ролей у художніх фільмах. У той час, він не мав ще статусу зірки, але все одно продовжував отримувати значні ролі. Найголовніша його роль у фільмі «Дракон: Історія життя Брюса Лі», йому належало зіграти самого Брюса Лі. Для цієї ролі він вивчав бойове мистецтво Джит Кун-До, створене самим Брюсом, навчав Скотта колишній студент Брюса Лі, Джеррі Потіт.
У 2010 році знявся в серіалі «Гаваї 5.0» в ролі детектива Кале.

## Фільмографія
| Рік  |    | Українська назва                               | Оригінальна назва                                | Роль                             |
| ---- | -- | ---------------------------------------------- | ------------------------------------------------ | -------------------------------- |
| 1987 | ф  | Народжений в східному Лос-Анджелесі            | Born In East L.A.                                | Пако                             |
| 1988 | с  |                                                | Matlock                                          | Лі Тран (епізод "The Fisherman") |
| 1989 | ф  | Назад в майбутнє 2                             | Back to the Future Part II                       | Вайті                            |
| 1991 | ф  | Гобліни 3                                      | Ghoulies III: Ghoulies Go to College             | Кайл                             |
| 1992 | ф  | Карта людського серця                          | Map of the Human Heart                           | Авік                             |
| 1993 | ф  | Дракон: Історія Брюса Лі                       | Dragon: The Bruce Lee Story                      | Брюс Лі                          |
| 1994 | ф  | Рапа-Нуї                                       | Rapa-Nui                                         | Норо                             |
| 1994 | ф  | Книга джунглів                                 | The Jungle Book                                  | Мауглі                           |
| 1997 | в  |                                                | Murder in Mind                                   | Холлоуей                         |
| 1998 | ф  | Мумія: Принц Єгипту                            | Tale of the Mummy                                | Райлі                            |
| 1998 | ф  | Солдат                                         | Soldier                                          | Кейн 607                         |
| 2002 | мф | Ліло і Стіч                                    | Lilo & Stitch                                    | Девід Кавена (озвучення)         |
| 2003 | в  | Дракула 2: Вознесіння                          | Dracula 2: Ascension                             | отець Уффіці                     |
| 2003 | в  | Патруль часу 2                                 | Timecop 2: The Berlin Decision                   | Райан Чанг                       |
| 2005 | в  | Дракула 3: Спадщина                            | Dracula 2: Ascension                             | отець Уффіці                     |
| 2005 | мф | Ліло і Стіч 2                                  | Lilo & Stitch 2                                  | Девід Кавена (озвучення)         |
| 2005 | ф  | Кочівник                                       | Nomad                                            | Ораз                             |
| 2007 | ф  | Кулі гніву                                     | Balls of Fury                                    | Суї Фу                           |
| 2010 | с  | Гаваї 5.0                                      | Hawaii Five-0                                    | детектив Калео (3 епізоди)       |
| 2016 | ф  | Тигр підкрадається, дракон ховається: Меч Долі | Crouching Tiger, Hidden Dragon: Sword of Destiny | Гейдс Дай                        |
| 2020 | ф  | Мулан                                          | Mulan                                            | Борі Хан                         |
| 2025 | ф  | Ліло і Стіч                                    | Lilo & Stitch                                    | менеджер луʻау                   |